# Монтемонтанаро (Пезаро и Урбино)
Монтемонтанаро је насеље у Италији у округу Пезаро и Урбино, региону Марке.
Према процени из 2011. у насељу је живело 88 становника. Насеље се налази на надморској висини од 303 м.